# هیروآکی موراکامی
هیروآکی موراکامی (به ژاپنی: 村上 弘明 Murakami Hiroaki) زادۀ ۲۲ دسامبر ۱۹۵۶، یک بازیگر سینمای  اهل ژاپن است.
از فیلم‌ها یا برنامه‌های تلویزیونی که وی در آن نقش داشته، می‌توان به مارپیچ آهن، تاکدا شینگن (مجموعه تلویزیونی تایگا) و هیده‌یوشی (مجموعه تلویزیونی تایگا) (در نقش آکچی میتسوهیده) اشاره کرد.